# 노르드인의 아메리카 식민화

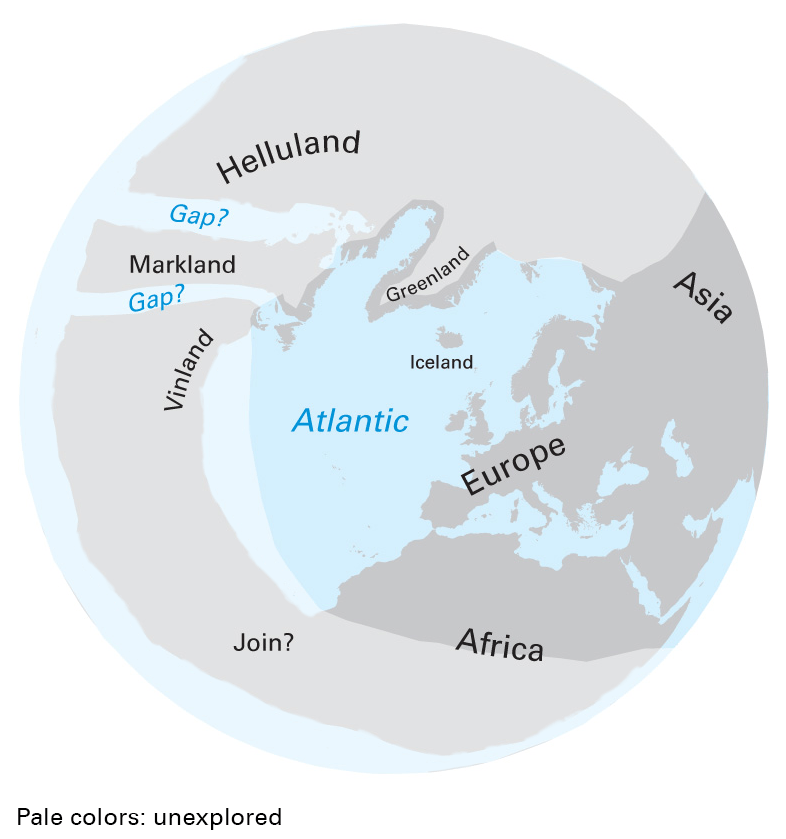
노르드인들이 건드리고 다닌 세계. 반투명한 막으로 덮여있는 지역은 노르드인들이 실제로 가보지 못한 곳이다.

노르드인의 아메리카 식민화(Norse colonization of North America)는 기원후 10세기 말 노르드인들이 북대서양을 횡단하여 북아메리카의 북서쪽 구석 지역을 탐험, 정착했던 것을 말한다. 오랫동안 사가문학 같은 전설로 전해져 오다가 1960년 뉴펀들랜드섬의 랑스 오 메도스에서 바이킹 양식 가옥들이 발굴되면서 그 실체가 인정되었다.
그린란드의 노르드인 식민지는 거의 500년간 유지되었다. 반면 북아메리카 본토의 식민지들은 영구 식민지의 단계로 발전하지 못했고 그 규모도 작았다. 노르드인들이 북미 대륙 본토를 방문하는 것은 주로 목재 같은 자원을 수급하기 위한 목적이었던 것으로 보이며, 북미 본토에 노르드인의 영구정착지가 있다는 증거는 아직까지 발견된 바 없다.

## 같이 보기
- 군뱌르나르스케르